# José Carlos Soria
José Carlos Soria Gil (n. Alcázar de San Juan, Ciudad Real, España, 6 de noviembre de 1975) es un exfutbolista español que se desempeñaba como defensa.

## Clubes
| Club                        | País   | Año       |
| --------------------------- | ------ | --------- |
| Albacete Balompié           | España | 1995-1996 |
| Club Atlético de Madrid "B" | España | 1996-1997 |
| Córdoba C. F.               | España | 1997-2002 |
| Getafe C. F.                | España | 2002-2003 |
| Pontevedra C. F.            | España | 2003      |
| Yeclano Club de Fútbol      | España | 2004      |
| S. D. Huesca                | España | 2004-2005 |
| U. E. Figueres              | España | 2005-2006 |
| U. B. Conquense             | España | 2007-2009 |